# Smilax jalapensis
Smilax jalapensis là một loài thực vật có hoa trong họ Smilacaceae. Loài này được Schltdl. miêu tả khoa học đầu tiên năm 1844.